# Eparchie Puthur
De eparchie Puthur (Latijn: Eparchia Puthurensis) is een Syro-Malankara-katholieke eparchie met als zetel Puttur, in India. De eparchie is suffragaan aan de aartseparchie Tiruvalla. 

## Geschiedenis
De eparchie werd opgericht op 25 januari 2010, uit delen van de eparchie Battery. 

## Parochies
In 2021 telde de eparchie 34 parochies, met 5.500 gelovigen, die werden bediend door 33 priesters, waaronder 9 paters. Hiernaast woonden er 33 zusters in de eparchie. 

## Bisschoppen
- Geevarghese Divannasios Ottathengil (25 januari 2010 - 24 januari 2017)
- Geevarghese Makarios Kalayil (5 augustus 2017 - heden)

Tiruvalla (aartseparchie) · Battery · Muvattupuzha · Puthur